# I coniugi Allori
I coniugi Allori è un romanzo dello scrittore italiano Marino Moretti pubblicato nel 1946.

## Trama
Carolina e Paterniano sono due anziani e vitali coniugi che vivrebbero allegramente la loro vita se non fosse per la "scostante tetraggine" del figlio Orso, importante medico e professore universitario, che non ammette la leggerezza dei genitori.
Orso, d'accordo con la moglie Dolores, per poter risparmiare sulle spese, li ha costretti a trasferirsi in un modesto alloggio e controlla ogni loro spesa e capriccio "con un paternalismo alla rovescia che delude o inibisce tutte le speranze dei due esuberanti vecchietti".
Il massimo dell'incomprensione tra il figlio e i genitori avviene quando i due, invitati per un periodo a casa di Orso, si comportano in modo da irritare la nuora che, oltre a cacciarli di casa, insinua un tradimento di Carolina accaduto nel passato, tradimento che ella, con molta tranquillità, confessa. E così, malgrado la tarda età, Paterniano la manda via di casa e si riappacificherà solamente dopo alcuni mesi. Ma Paterniano muore e Carolina entra in un ospizio dove viene colpita da una grave malattia che pare portarla sul punto di morte. Un avvenimento inaspettato rivolta però completamente la situazione. Carolina infatti vince un ingente premio alla lotteria, ritrova la salute e, senza più dar retta al figlio, va ad abitare in un appartamento lussuoso in albergo dimostrandosi risoluta ad agire liberamente.